# 유비쿼스홀딩스
유비쿼스홀딩스(Ubiquoss Holdings Inc.)는 대한민국의 지주회사이자 유선 및 무선 통신기기 제조 및 도소매, 소프트웨어 개발 및 정보처리기업이다. 본사는 경기도 성남시 분당구 판교로255번길 68 (삼평동, 유비쿼스빌딩)에 위치해 있다. 대표이사는 이상근이다.네트웍스 장비 개발 및 제조사 유비쿼스의 지주회사이다.
자기주식 34억 4535만원 어치를 소각하였다.

## 보유 특허
- 통신방송 결합 이중화 절체 시스템 및 방법 (2014년)
- PON 시스템 및 그에 대한 ONT 이상검출 방법 (2014년)
- 장애감지/복구/차단 및 정보저장 기능을 가진 광 통신 단말장치 (2015년)

## 참고 문헌
1. ↑  이윤선, 한국IR협의회 기술분석보고서-유비쿼스홀딩스, 2022.01.06
2. ↑  유비쿼스홀딩스, PBR 0.39배 통신장비 최저, 더벨류뉴스, 2018-07-23
3. ↑  김호성, 바이든 '초고속인터넷 전국화' 통신장비주↑…유비쿼스홀딩스, 시간外 급등, 이코노빌, 2023.06.27
4. ↑  김인경, 유비쿼스홀딩스, 34억원 규모 자사주 소각, 이데일리, 2024.05.09